# Халикакаб
Халикакаб, или Кардиоспермум халикакабовый, или Кардиоспермум халикакаб (лат. Cardiospermum halicacabum), — травянистая лиана, вид рода Кардиоспермум (Cardiospermum) семейства Сапиндовые (Sapindaceae).
Вид с пантропическим ареалом. Популярное садовое растение.

## Биологическое описание
Однолетняя, реже многолетняя травянистая вечнозелёная быстрорастущая лиана длиной до 3,5 м, цепляющаяся за опору с помощью усиков. Листья длиной от 5 до 6 см, с черешком длиной от 1,5 до 3 см, опушённые, бледно-зелёные, сложные, состоят из продолговатых трёхлопастных заострённых листочков с зубчатыми краями.

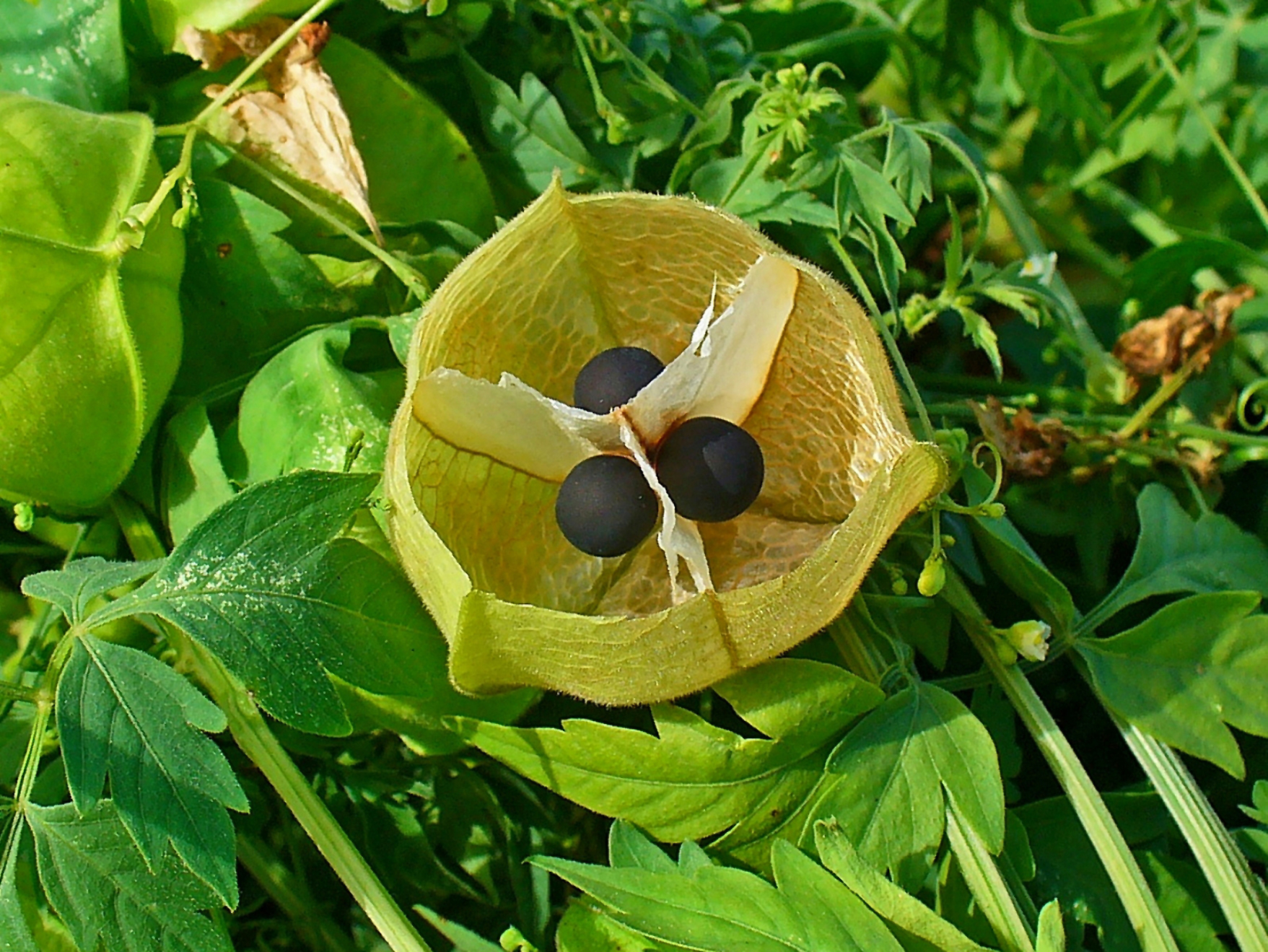
Плод со срезанной верхней частью

Цветки зигоморфные, мелкие, невзрачные, с белыми лепестками. Чашелистиков четыре, лепестков четыре, тычинок восемь, завязь трёхгнёздная.
Плод — сухая вздутая коробочка соломенного цвета, при созревании растрескивающаяся на три части. Семена чёрные, твёрдые, с характерным для представителей рода рубчиком в форме сердцевидной белой отметины.
Расселению вида способствуют зерноядные птицы. Есть сведения, что плоды могут распространяться океаническими течениями.

## Культивирование, использование
Халикакаб используется в Индии как лекарственное растение.
Растение культивируется как декоративное садовое растение. Предпочитает плодородную, хорошо дренированную почву; для нормального развития растению требуется достаточно долгое сухое лето. В тёплом климате размножается самосевом, а также вегетативно — кусочками корня. Круглогодичное выращивание растения в открытом грунте возможно в зонах морозостойкости с 10 по 12 (то есть с минимальной среднегодовой температурой не ниже −1 °C).
В регионах с умеренным климатом халикакаб выращивается как однолетник.

## Таксономия и классификация
Первое действительное описание вида было опубликовано Карлом Линнеем в первом томе Species plantarum (1753). В соответствии с половой системой классификации, использовавшейся Линнеем в этой работе, вид был отнесён к классу VIII (Octandria, «Восьмитычинковые»), порядку Trigynia («Трёхпестичные»).

### Синонимы
По информации базы данных The Plant List (2013), в синонимику вида входят следующие названия:
- Cardiospermum acuminatum Miq.
- Cardiospermum corycodes Kunze
- Cardiospermum glabrum Schumach. & Thonn.
- Cardiospermum halicacabum var. grandiflorum A.Chev.
- Cardiospermum inflatum Salisb.
- Cardiospermum luridum Blume
- Cardiospermum moniliferum Sw. ex Steud.
- Cardiospermum truncatum A.Rich.
- Corindum halicacabum (L.) Medik.
- Physalis corymbosa Noronha
- Physalis halicacabum Noronha

| |  |  |  |  |  |
| Саженцы в возрасте одной и трёх недель; общий вид растений; растение с цветками и недавно образовавшимися плодами; растение с недозрелыми плодами; семена с характерными сердцеобразными отметинами |  |  |  |  |  |